# رومان نويشتتر

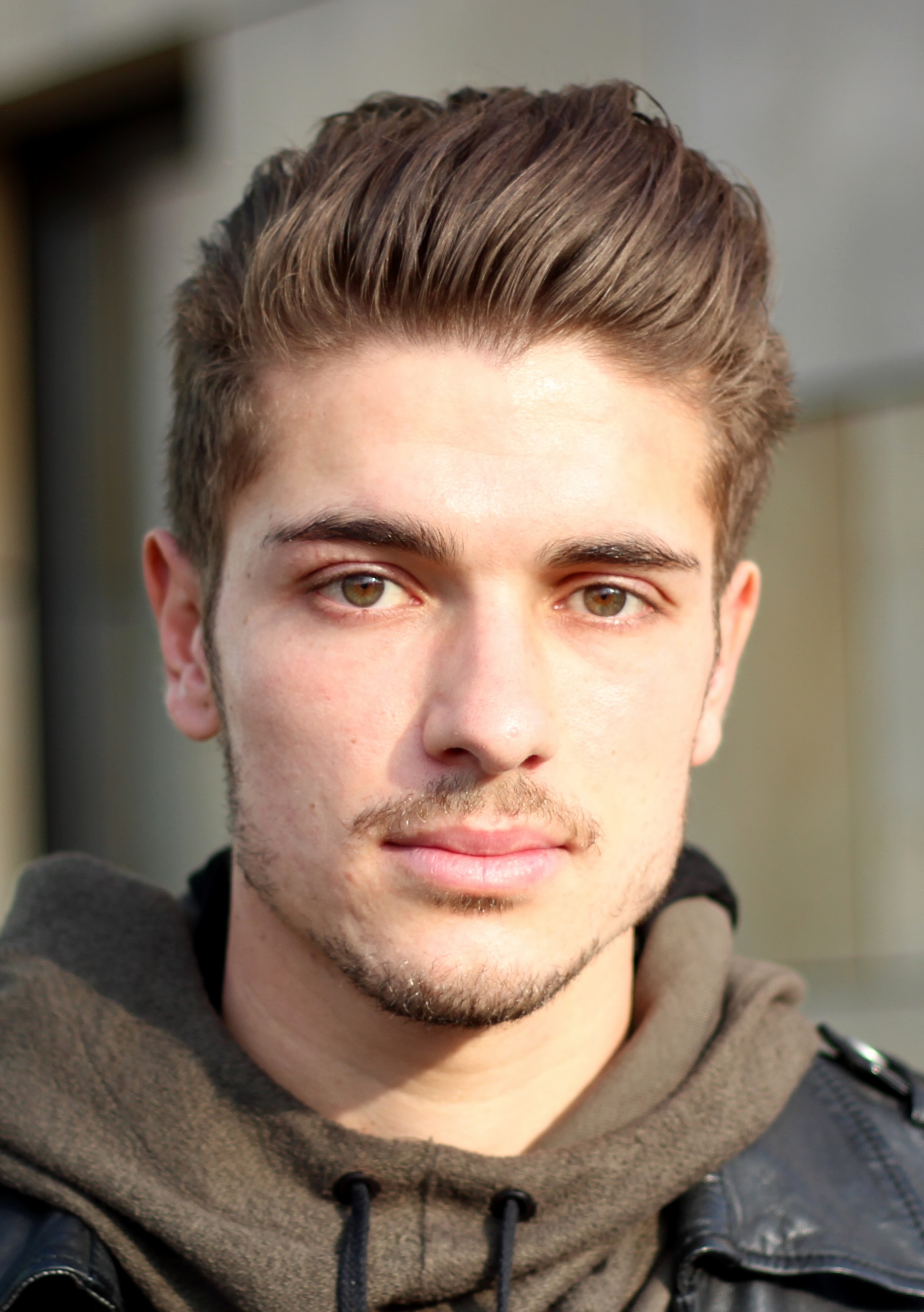

رومان نيوستادتر (مواليد 18 فبراير 1988 في دنبروبتروفسك - الاتحاد السوفيتي) لاعب كرة قدم ألماني ذو أصول كازاخستانية يلعب حاليا لصالح نادي الدرجة الأولى شالكه الألماني منذ 2009 في مركز قلب الدفاع كما يجيد اللعب في مركز الوسط المدافع .

## روابط خارجية
- رومان نويشتتر على موقع الاتحاد الدولي (مؤرشف)  (الإنجليزية)
- رومان نويشتتر على موقع الاتحاد الأوربي (الإنجليزية)
- رومان نويشتتر على موقع اتحاد تركيا (لاعب) (الإنجليزية)
- رومان نويشتتر على موقع إي إس بي إن إف سي (الإنجليزية)
- رومان نويشتتر على موقع قاعدة بيانات كرة القدم.إي يو (الإنجليزية)
- رومان نويشتتر على موقع بيانات كرة القدم. دي إي (الألمانية)
- رومان نويشتتر على موقع ناشيونال فوتبول تيمز (الإنجليزية)
- رومان نويشتتر على موقع Soccerbase.com (لاعب) (الإنجليزية)
- رومان نويشتتر على موقع Soccerway.com (الإنجليزية)
- رومان نويشتتر على موقع عالم كرة القدم.نت (الإنجليزية)